# Третяк Максим Володимирович
Максим Володимирович Третяк (5 листопада 1984, Вінниця) — український боксер-любитель, п'ятиразовий чемпіон України (2000, 2001, 2002, 2004 і 2007 роки), учасник Олімпійських ігор 2004 у легшій ваговій категорії.

## Спортивна кар'єра
Боксом займався з 1994 року.
2001 року виграв срібну медаль на чемпіонаті Європи серед молоді.
2002 року став бронзовим призером чемпіонату світу серед молоді в Гавані.
2004 року захищав честь України на Олімпійських іграх 2004, де в категорії до 54 кг здобув дві перемоги над домініканцем Аргенісом Мендесом і угорцем Жолтом Бедаком, але в чвертьфіналі програв Агасі Мемедову (Азербайджан) — 12-32.
2004 року Третяк, який у той час служив у Військово-повітряних силах України, представляв батьківщину на чемпіонаті світу з боксу серед військовослужбовців, що проходив у США.
Під час повномасштабного (2022-2023року) вторгнення росії захищав територіальну цілісність України.
Загинув або пропав безвісти наприкінці 2023 року